# I Want You/Me pones sexy
«I Want You/Me pones sexy» es el primer sencillo de la cantante mexicana Thalía, que se desprende de su álbum crossover Thalía. En la canción aparece Fat Joe. La canción resultó ser un éxito comercial en el mercado anglosajón pues se mantuvo por semanas en alguna listas relevantes, sin embargo su versión en español tuvo excelente aceptación en Sudamérica, y llegó hasta el número 22 en los charts de los Estados Unidos. La canción fue escrita por Cory Rooney, Davy Deluge, Gregory Bruno, Fat Joe, Thalía, y Brenda Russell, y producida por Cory Rooney.

## Video musical
El videoclip de "Me Pones Sexy" fue dirigido por Dave Meyers y filmado en El Bronx, Nueva York. El video salió en mayo de 2003. Ganó el premio de "Video del año" en Los Premios Lo Nuestro al año siguiente en Latinoamérica.

## Remixes
"I Want You"
- "A Cappella"
- "Instrumental Version"
- "Radio Edit"
- "Pop Edit"
- "Main No Rap Edit"
- "Pablo Flores Import House Mix"
- "Pablo Flores Radio Edit"
- "Pablo Flores Club Mix"

"Me Pones Sexy"
- "Radio Edit"
- "Instrumental Version"

## Listas
| Lista (2003)                                              | Alta posición |
| --------------------------------------------------------- | ------------- |
| Australia (ARIA)                                          | 25            |
| Canada (Nielsen SoundScan)                                | 29            |
| Alemania (Media Control AG)                               | 86            |
| Greece (IFPI)                                             | 25            |
| Países Bajos (Dutch Top 40)                               | 33            |
| Países Bajos (Mega Single Top 100)                        | 30            |
| Nueva Zelanda (Recorded Music NZ)                         | 38            |
| Romania (Romanian Top 100)                                | 38            |
| Suiza (Schweizer Hitparade)                               | 64            |
| Estados Unidos (Billboard Hot 100)                        | 22            |
| Estados Unidos (Hot Dance Club Songs) Pablo Flores Remix  | 27            |
| Estados Unidos (Dance/Mix Show Airplay)                   | 14            |
| US Hot Dance Singles Sales (Billboard) Pablo Flores Remix | 14            |
| Estados Unidos (Hot R&B/Hip-Hop Songs)                    | 61            |
| Estados Unidos (Mainstream Top 40)                        | 7             |
| Estados Unidos (Rhythmic)                                 | 13            |

| Lists (2003)                       | Alta posición |
| ---------------------------------- | ------------- |
| Estados Unidos (Hot Latin Songs)   | 9             |
| Estados Unidos (Latin Pop Airplay) | 9             |
| Estados Unidos (Tropical Airplay)  | 3             |

| Lista (2003)              | Posición |
| ------------------------- | -------- |
| EE. UU. Billboard Hot 100 | 95       |

## Certificaciones
| Región       | Certificación | Unidades |
| ------------ | ------------- | -------- |
| Japón (RIAJ) | Oro           | 100,000  |